# (10619) Ninigi
(10619) Ninigi – planetoida z pasa głównego asteroid okrążająca Słońce w ciągu 3,63 lat w średniej odległości 2,36 j.a. Odkryli ją Tetsuo Kagawa i Takeshi Urata 27 listopada 1997 roku w obserwatorium Gekko. Nazwa planetoidy pochodzi od Ninigiego – bóstwa z mitologii japońskiej, wnuka bogini Amaterasu.